# Кейтнесс

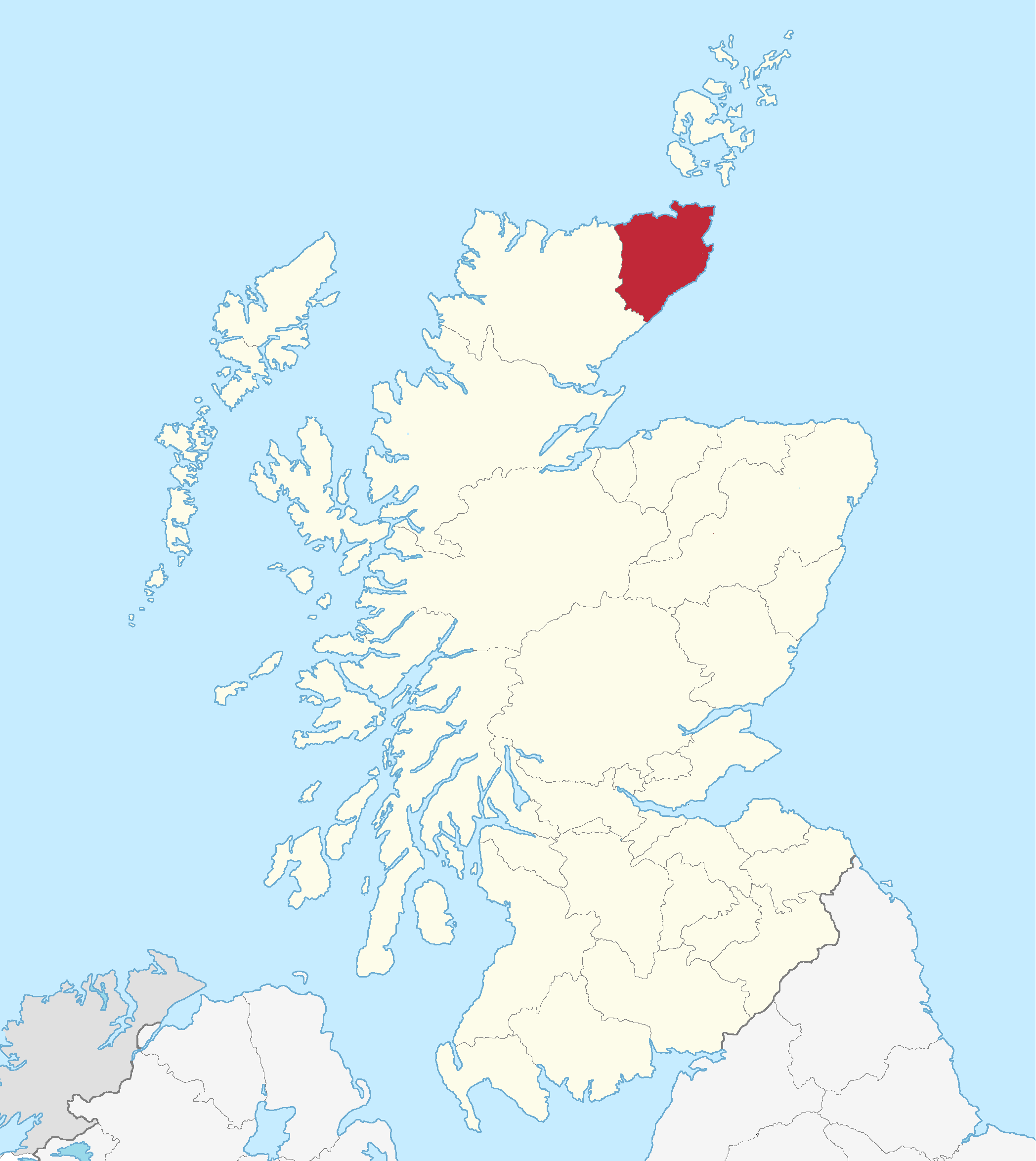
Кейтнесс

Кейтнесс (шотл. гел. Gallaibh («земля норвежців»); англ. Caithness (від норв. «ніс Кейта»)) — історична область на крайній півночі Шотландії на узбережжі протоки Пентланд-Ферт і Північного моря. Нині ця територія входить до складу області Гайленд.
Населення Кейтнесса незначне (бл. 25 тис. чоловік) та сконцентровано у невеликих сільських утвореннях. Історичний та культурний центр — невелике місто Вік на східному узбережжі регіону з руїнами старовинної норвезької фортеці. Кейтнесс являє собою пісковикове плато, що раніше було дном девонського Оркадського озера, на південний захід змінюється гранітними гірськими утвореннями висотою до 706 м. Територія практично позбавлена лісів, проте тут багато боліт та чагарників. 
У найдавніші часи територію Кейтнесса заселяли давньо-кельтські племена. Пізніше сюди проникли пікти, які, імовірно, включили Кейтнесс до складу свого королівства. У X столітті сюди проникають норвезькі вікінги, які поступово почали осідати на узбережжі, витісняючи піктське населення. В результаті Кейтнесс став практично цілком норвезьким і став підкорятись норвезьким ярлам Оркнейських островів. Боротьба між Норвегією та Шотландією за Кейтнесс велась зі змінним успіхом: у 1196 році ярл Оркнейський погодився сплачувати шотландському королю данину за право володіння Кейтнессом, а у 1266 році Пертською угодою Норвегія визнала сюзеренітет Шотландії над цією територією. Тим не менше ще упродовж кількох століть влада короля Шотландії у Кейтнессі була мінімальною, населення продовжувало спілкуватись діалектом норвезької мови й застосовувати норвезьке право. Лише з кінця XIV століття, коли графами Кейтнесса стали представники роду Сінклерів, починається включення цієї області до складу загальнодержавної адміністрації та проникнення шотландських звичаїв і шотландської мови.